# すだちくん
すだちくんは、徳島県のマスコットである。1993年に開催された東四国国体において初めて登場した。第1回ゆるキャラ大賞・山田五郎賞（審査員特別賞）受賞。

## 誕生まで
東四国国体（1993年、徳島県・香川県で開催）の徳島県側のイメージキャラクターとして公募され、1990年1月に採用された。
公募に対して1574件の作品が送られ、県国体局の職員による予備審査で100枚余りを不合格とし、残りの作品を外部の委員会に選定する手続きを取ったが、委員会は「不合格となった作品も見てみたい」と申し出たという。小学生が描いた「すだちくん」は不合格の作品の中にあったが、委員の目にとまって復活採用となった。最終候補としてすだちくんを含む10数点が選ばれたが、満場一致ですだちくんが採用されたという。
なお、すだちくんがテレビ番組『みうらじゅん&安斎肇のゆるキャラに負けない!』に出演した際、当時の応募作品が番組内で登場したが、サングラスをかけているなど、実際のすだちくんとはかなり異なったデザインであった。2018年にはすだちくん25周年を記念して、徳島新聞に当時の考案者だった女性のインタビュー記事が掲載され、「聖火リレーのランナーをし、食事会に呼んでもらって天皇陛下と直接話をすることができた。すだちくんのおかげで貴重な体験をした。」と語っている。

## プロフィール
- 誕生 - 1990年1月
- 出身地 - 徳島県
- 性別 - 中性[1]
- 性格 - 明るくて好奇心旺盛。楽天的でくよくよしない[1]。
- 仕事 - 
  - 2015年からは徳島の 地方創生の取組みを応援する「とくしま創生サポーター」
  - 2017年からは徳島ならではの「お接待文化」の伝道師「COO（Chief Offer Osettai：お接待提供主任者）」として、活躍している [1]。
- チャームポイント - 「愛くるしい笑顔」。
- 好きなこと -
  - みんなを元気にすること…「愛くるしい笑顔」で、元気の源「ビタミン」を振りまき、自分も元気いっぱいに頑張っている[1]。
  - コスプレ…「国民文化祭」でタキシードを着たり、クリスマスには、サンタの衣装になったり、パイロットの制服を着たりしている[1]。
- すだちくんの夢 -  徳島のイメージアップ（徳島県のことを世界中の人々に知ってもらうこと）[1]。

## 活躍場所
東四国国体でデビューしたすだちくんであるが、国体会場では「爆発的な人気」となり、キャラクターグッズの売れ行きが好調で、すだちくんを描いた歓迎の旗などが持ち去られるという事態にまで発展した。
すだちくんは、東四国国体の閉幕後も健在であり、現在でも徳島県内にある公共施設や、徳島県に関連したイベントにおいて目にすることができる。

### 主なイベント
| 大会                                                    | 開催期日                                                                        | 特徴                                         |
| ------------------------------------------------------- | ------------------------------------------------------------------------------- | -------------------------------------------- |
| 第48回国民体育大会 （東四国国体）                       | 夏季大会（1993年9月5日 - 同年9月8日） 秋季大会（1993年10月24日 - 同年10月29日） | 初登場。                                     |
| 第16回全国健康福祉祭徳島大会 （ねんりんぴっく徳島2003） | 2003年10月18日 - 同年10月21日                                                   | 半被を着用し、鉢巻きをしている。             |
| 第24回FIBAアジア男子選手権                              | 2007年7月28日 - 同年8月5日                                                      | バスケットボールユニフォーム姿。背番号24。   |
| 第22回国民文化祭・とくしま2007 （おどる国文祭）         | 2007年10月27日 - 同年11月4日                                                    | タキシードを着用し、蝶ネクタイを結んでいる。 |

### 「ゆるキャラショー」での登場
2002年11月23日、東京ドームシティアトラクションズにて開催されたみうらじゅん主催の「ゆるキャラショー」に登場した。会場には約1,700人が詰めかけ、その場で行われた人気投票の順位で、25体中3位。上位10位については下表の通りである。
| 順位 | キャラの名前  | 県名   |
| ---- | ------------- | ------ |
| 1位  | ピアート      | 鳥取県 |
| 2位  | トリピー      | 鳥取県 |
| 3位  | すだちくん    | 徳島県 |
| 4位  | たっこちゃん  | 秋田県 |
| 5位  | カボたん      | 大分県 |
| 6位  | 紅太郎        | 山形県 |
| 7位  | シール坊や    | 東京都 |
| 8位  | みちゅ&たいち | 北海道 |
| 9位  | ブンカッキー  | 広島県 |
| 10位 | まめなくん    | 島根県 |